# Philippe Noiret

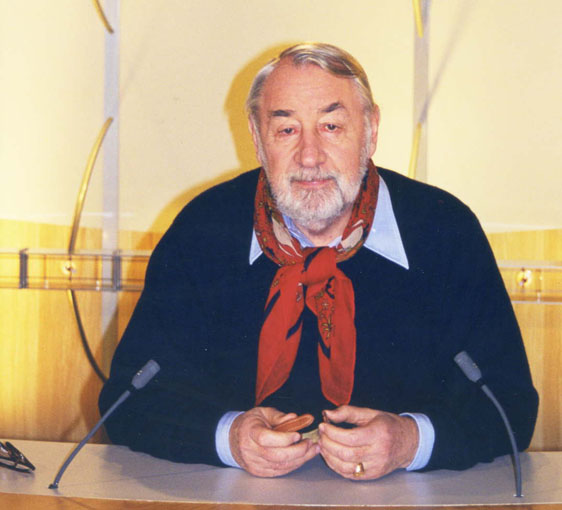
Philippe Noiret (2000)

Philippe Noiret (ur. 1 października 1930 w Lille, zm. 23 listopada 2006 w Paryżu) – francuski aktor. 
Uważany za jednego z najwybitniejszych aktorów kinomatografii francuskiej, grał w filmach, które przyciągały do kin łącznie ponad 116 mln widzów, co czyni go jednym z aktorów z największą liczbą widzów we Francji. Był ulubionym aktorem wybitnego reżysera Bertranda Taverniera. 
Laureat wielu nagród we Francji i za granicą, w tym dwóch Cezarów dla najlepszego aktora: w 1976 za rolę doktora Juliena Dandieu, pacyfistycznie zdystansowanego od polityki i toczącej się wojny chirurga szpitala w Montauban, w sensacyjnym dramacie wojennym Roberta Enrico Stara strzelba (Le Vieux fusil, 1975), uhonorowaną także włoską nagrodą David di Donatello, z Romy Schneider i w 1990 jako major Dellaplane w dramacie wojennym Bertranda Taverniera Życie i nic więcej (La Vie et rien d’autre, 1989) z Sabine Azémą.

## Życiorys
Urodził się w Lille jako syn Lucy Clémence Ghislaine Heirman, która była pochodzenia belgijskiego, i Pierre’a Georgesa Noireta, potomka starego pikardyjskiego rodu, handlowca w domu odzieżowym Établissements Sigrand. Wychowany był w wierze katolickiej. W dzieciństwie rodzina często się przemieszczała, do Boulogne-sur-Mer, Berck, Lyonu, a w latach 1936–1938 przebywała w Maroko. Noiret spędził dzieciństwo w Tuluzie w regionie Midi-Pireneje, z którym był bardzo związany. Po zakończeniu II wojny światowej rodzina osiedliła się w Paryżu. Uczęszczał do Lycée Janson-de-Sailly przy 16. dzielnicy Paryża. Od września 1945 naukę kontynuował w college’u w Juilly w departamencie Sekwana i Marna. Nie mogąc sobie poradzić z nauką, śpiewał w chórze, z którym w 1949 na Wielkanoc występował w Bazylice św. Piotra w Rzymie. Jako śpiewak nagrał także płytę. 
W 1949, po trzykrotnym oblaniu matury, Baccalauréat, porzucił naukę i zapisał się na zajęcia teatralne do Rogera Blina w Paryżu. W 1953, po przesłuchaniu przez Gérarda Philipe, wstąpił do Théâtre National Populaire (TNP), kierowanego przez Jeana Vilara. Przez siedem sezonów artystycznych zagrał ponad czterdzieści ról scenicznych i poznał aktorkę Monique Chaumette, z którą zawarł związek małżeński 13 sierpnia 1962. Mieli córkę Frederique. 
Po raz pierwszy trafił na kinowy ekran w komedii romantycznej Gigi (1949). W melodramacie Agnès Vardy Krótki punkt (La Pointe Courte, 1955) pojawił się jako człowiek, który wraca na brzeg stawu Thau. W komedii Louisa Malle’a Zazie w metrze (Zazie dans le métro, 1960) wystąpił jako Gabriel, wujek Zazie. Następnie zagrał szereg ról drugoplanowych, w tym Bernarda Desqueyroux, męża tytułowej bohaterki (Emmanuelle Riva) w adaptacji powieści François Mauriaca Teresa Desqueyroux (1962) w reżyserii Georgesa Franju czy Ludwika XIV w komedii romantycznej Sławne miłości (Les Amours célèbres, 1961) z Jean-Paulem Belmondo, Alainem Delonem, Brigitte Bardot i Simone Signoret. Przełomem stała się rola Jérômego, męża Marii (Catherine Deneuve) w komedii romantycznej Jean-Paula Rappeneau Życie zamku (La Vie de château, 1966). Jednak to dopiero rola wieśniaka–marzyciela Alexandre’a le Bienheureux, uczciwego rolnika pod jarzmem autorytarnej żony, który pracuje na polach przez całą dobę w komediodramacie Szczęśliwy Aleksander (Alexandre le Bienheureux, 1968) zwróciła na niego uwagę krytyków i szerszej publiczności do tego stopnia, że był w stanie się poświęcić się wyłącznie do kina i porzucić teatr. Za rolę Henriego Jarré w dreszczowcu Alfreda Hitchcocka Topaz (1969) otrzymał nagrodę National Board of Review dla najlepszego aktora drugoplanowego. 
Za kreację Gabriela Marcassusa w Jean-Pierre’a Blanca Stara panna (La vieille fille, 1972) z Annie Girardot został uhonorowany na 22. Międzynarodowym Festiwalu Filmowym w Berlinie. W debiutanckim filmie Bertranda Taverniera Zegarmistrz od świętego Pawła (L’Horloger de Saint-Paul, 1973) na podstawie powieści Georgesa Simenona z Jeanem Rochefortem wcielił się w postać Michela Descombesa, owdowiałego, dobrodusznego zegarmistrza, który dowiaduje się, że jego syn jest zabójcą z motywami politycznym. Po groteskowy popisie w roli chorującego na cukrzycę sędziego Philippe’a w komediodramacie Marco Ferreriego Wielkie żarcie (La Grande bouffe, 1973) z Marcello Mastroiannim i Michelem Piccoli, znów znalazł się w filmie Bertranda Taverniera Sędzia i zabójca (Le juge et l’assassin, 1976) jako sędzia Emile Rousseau, uosobienie obłudy, a nie prawa i sprawiedliwości. W komedii kryminalnej Claude’a Zidiego Skorumpowani (Les ripoux, 1984) został obsadzony w roli przekupnego policjanta René’a Boirond. W adaptacji powieści Giorgio Bassaniego Złote okulary (Gli occhiali d’oro, 1987), gdzie w obsadzie znaleźli się: Rupert Everett, Stefania Sandrelli, Valeria Golino i Nicola Farron, zagrał postać szanowanego lekarza z Ferrary Athosa Fadigatiego, który popełnia samobójstwo z powodu swojej miłości do młodego mężczyzny, który go wykorzystuje. Kreacja starego kinooperatora Alfredo w dramacie Giuseppe Tornatore Kino Paradiso (Nuovo cinéma Paradiso, 1988) przyniosła mu Nagrodę BAFTA dla najlepszego aktora pierwszoplanowego i Europejską Nagrodę Filmową. W dramacie Franco Zeffirellego Młody Toscanini (Il giovane Toscanini, 1988) z Elizabeth Taylor i Franco Nero wystąpił w roli Piotra II, cesarza Brazylii. W dramacie Michaela Radforda Listonosz (Il postino, 1994) pojawił się jako chilijski poeta Pablo Neruda. 
W 2000 na 53. Międzynarodowym Festiwalu Filmowym w Cannes otrzymał honorową Złotą Palmę.
Zmarł 23 listopada 2006 po długiej walce z chorobą nowotworową w wieku 76 lat.

## Wybrana filmografia
- 1949: Gigi
- 1951: Olivia jako zakochany w Béatrice
- 1952: Agencja matrymonialna (Agence matrimoniale) jako przechodzień
- 1955: La pointe-courte jako on
- 1960: Zazie w metrze (Zazie dans le métro) jako wujek Gabriel
- 1961: Kapitan Fracasse (Le capitaine Fracasse) jako Hérode
- 1961: Całe złoto świata (Tout l'or du monde) jako Victor Hardy
- 1962: Teresa Desqueyroux (Thérèse Desqueyroux) jako Bernard Desqueyroux
- 1962: Comme un poisson dans l’eau jako Lucien Barlemont
- 1964: O śmierci, gdzie jest twe zwycięstwo? (Mort, où est ta victoire?) jako Brassy
- 1965: Les copains jako Bénin
- 1966: Życie zamku (La vie de château) jako Jérôme
- 1966: Kochany łobuz (Tendre voyou) jako Bibi Dumonceaux
- 1967: Noc generałów (The Night of the Generals) jako inspektor Morand
- 1968: Szczęśliwy Aleksander (Alexandre le bienheureux) jako Alexandre Gartempe
- 1968: Adolf (Adolphe, ou l'âge tendre) jako Marc de Pourtalain
- 1968: Mr. Freedom jako rosyjski chłop
- 1969: Clérambard jako hrabia Hector de Clérambard
- 1969: Topaz jako Henri Jarré
- 1971: Prywatna wojna Murphy’ego (Murphy's War) jako Louis
- 1972: Mandarynka (La mandarine) jako Georges
- 1972: Stara panna (La vieille fille) jako Gabriel Marcassus
- 1973: Wielkie żarcie (La grande bouffe) jako Philippe
- 1974: Zegarmistrz od świętego Pawła (L'horloger de Saint-Paul) jako Michel Descombes
- 1974: Szczury Paryża (Les gaspards) jako Gaspard de Montfermeil
- 1974: Tajemnica (Le secret) jako Thomas Berthelot
- 1975: Stara strzelba (Le vieux fusil) jako dr Julien Dandieu
- 1975: Niech się zacznie zabawa (Que la fête commence...) jako Filip Orleański
- 1975: Moi przyjaciele (Amici miei) jako Giorgio Perozzi
- 1976: Kobieta w oknie (Une femme à sa fenêtre) jako Raoul Malfosse
- 1976: Sędzia i zabójca (Le juge et l'assassin) jako sędzia Emile Rousseau
- 1976: Pustynia Tatarów (Il deserto dei tartari) jako generał
- 1977: Komisarz w spódnicy (Tendre poulet) jako Antoine Lemercier
- 1978: Kto wykańcza europejską kuchnię? (Who Is Killing the Great Chefs of Europe?) jako Moulineau
- 1981: Czystka (Coup de torchon) jako Lucien Cordier
- 1981: Trzej bracia (Tre fratelli) jako Raffaele Giuranna
- 1981: Il faut tuer Birgitt Haas jako Athanase
- 1982: Moi przyjaciele II (Amici miei, atto II) jako Giorgio Perozzi
- 1984: Fort Saganne jako Dubreuilh
- 1984: Skorumpowani (Les ripoux) jako René Boirond
- 1984: Souvenirs souvenirs jako dyrektor
- 1985: Następne lato (L’eté prochain jako Edouard
- 1986: Około północy (Round Midnight) jako Redon
- 1986: Miejmy nadzieję, że to będzie córka (Speriamo che sia femmina) jako hrabia Leonardo de Angelis
- 1987: Rodzina (La famiglia) jako Jean Luc
- 1987: Maski (Masques) jako Christian Legagneur
- 1987: Złote okulary (Gli occhiali d'oro) jako dr Fadigati
- 1988: Kino Paradiso (Nuovo Cinema Paradiso) jako Alfredo
- 1988: Szuani! (Chouans!) jako książę Savinien de Kerfadec
- 1989: Powrót muszkieterów (The Return of the Musketeers) jako kardynał Jules Mazarin
- 1989: Życie i nic więcej (La vie et rien d'autre) jako major Dellaplane
- 1990: Skorumpowani 2 (Ripoux contre ripoux) jako René Boirond
- 1991: Nie całuję (J'embrasse moi) jako Romain
- 1992: Max i Jeremie (Max et Jérémie) jako Robert "Max" Maxendre
- 1993: Tango jako elegant
- 1994: Listonosz (Il postino) jako Pablo Neruda
- 1994: Córka d’Artagnana (La fille de d’Artagnan) jako d’Artagnan
- 1997: Na ostrzu szpady (Le bossu) jako Filip Orleański
- 1997: Słońce (Soleil) jako Joseph Lévy
- 1997: Palmy pana Schutza (Les palmes de M. Schutz) jako pan Schutz
- 1997: Marianna Ucria jako książę
- 1999: Le pique-nique de Lulu Kreutz jako Joseph Steg
- 2002: Uczciwy handlarz (Un honnête commerçant) jako Louis Chevalier
- 2003: Ojciec i synowie (Père et fils) jako Léo
- 2003: Skorumpowani 3 (Ripoux 3) jako René Boirond
- 2005: Edy jako Louis
- 2007: Trois amis jako dyrektor Serano